# 후한서
| 이름          | 저자                 | 권수 |
| ------------- | -------------------- | ---- |
| 사기          | 전한·사마천          | 130  |
| 한서          | 후한·반고·배인       | 100  |
| 후한서        | 유송·범엽·배송지     | 120  |
| 삼국지        | 서진·진수·배잠       | 65   |
| 진서(晉書)    | 당·방현령·배행검 등  | 130  |
| 송서          | 양·심약              | 100  |
| 남제서        | 양·소자현            | 59   |
| 양서          | 당·요사렴            | 56   |
| 진서(陳書)    | 당·요사렴            | 36   |
| 위서          | 북제·위수            | 114  |
| 북제서        | 당·이백약            | 50   |
| 주서          | 당·영호덕분 등       | 50   |
| 수서          | 당·위징 등           | 85   |
| 남사          | 당·이연수            | 80   |
| 북사          | 당·이연수            | 100  |
| 구당서        | 후진·유후 등         | 200  |
| 신당서        | 송·구양수 등         | 225  |
| 구오대사      | 송·설거정 등         | 150  |
| 신오대사      | 송·구양수            | 74   |
| 송사          | 원·토크토 등         | 496  |
| 요사          | 원·토크토 등         | 116  |
| 금사          | 원·토크토 등         | 135  |
| 원사          | 명·송렴 등           | 210  |
| 명사          | 청·장정옥 등         | 332  |
| 신원사*       | 중화민국·커샤오민 등 | 257  |
| 청사고*       | 중화민국·자오얼쑨 등 | 536  |
| v • d • e • h |                      |      |

《후한서》(後漢書)는 중국 이십사사 중의 하나로 후한(後漢, 25년 ~ 220년)의 역사를 남북조 시대 송나라의 범엽(范曄, 398년 ~ 445년)이 정리한 역사서이다.

## 개요

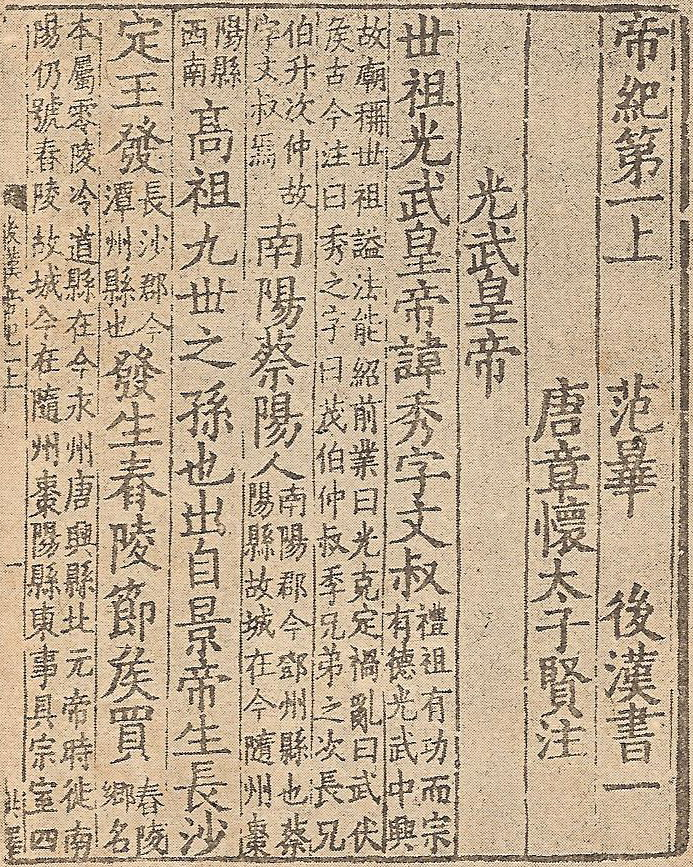
후한서 (남송 소흥본)

다루는 시대는 25년(건무 원년)부터 220년(건안 25년)까지의 역사이며 본기 10권, 열전 80권, 지 30권으로 이루어져 있다. 사실 중국 정사 24기 중 유일하게 미완성으로 남아있는 책인데, 본기와 열전은 작성중이었고 표와 지를 만들기도 전에 범엽이 내란에 연루되어 처형되었기 때문이다. 그래서 후한서 지 30권은 사마표 《속한서》(續漢書)에 유소가 주석을 단 것을 덧붙인 것으로, 지 부분은 《속한지》(續漢志)라고 따로 부르기도 한다. 현존하는 후한서는 6세기에 유소가 집대성한 책이다.
《후한서》 〈동이열전〉(東夷列傳)에는 동이에 대한 언급이 있으며, 고구려, 부여도 동이로 분류되어 있다. 한편 일본도 같이 동이로 분류되어 본격적으로 언급되면서 중국의 사서에 최초로 등장하였다.
이외에도 사승·설영·화교·사침·원산송·장번(張璠)·사마표 총 8명이 개별적으로 《후한서》를 집필한 바 있다. 이 중 절반도 완성하지 못한 장번(張璠)을 제외한 나머지 7명이 각각 개인적으로 집필한 《후한서》들이 있었으나, 오호십육국 시대를 지나면서 모두 멸실되었다.

## 구성

### 본기(本紀)

#### 황제
| ###      | ###        | 제목                   | 군주           | 시기(음력)                                                     | 비고  |
| -------- | ---------- | ---------------------- | -------------- | -------------------------------------------------------------- | ----- |
| 권1 (상) | 본기1 (상) | 광무황제 (光武皇帝) 상 | 광무제(光武帝) | 23년 1월 ~ 29년 12월 (현한 경시(更始) 원년 ~ 건무(建武) 5년)   |       |
| 권1 (하) | 본기1 (하) | 광무황제 (光武皇帝) 하 | 광무제(光武帝) | 30년 1월 ~ 57년 2월 (건무(建武) 6년 ~ 건무중원(建武中元) 2년)  |       |
| 권2      | 본기2      | 효명제 (孝明帝)        | 명제(明帝)     | 57년 2월 ~ 75년 8월 (건무중원(建武中元) 2년 ~ 영평(永平) 18년) |       |
| 권3      | 본기3      | 효장제 (孝章帝)        | 장제(章帝)     | 75년 8월 ~ 88년 2월 (영평(永平) 18년 ~ 장화(章和) 2년)         |       |
| 권4      | 본기4      | 효화제 (孝和帝)        | 화제(和帝)     | 88년 2월 ~ 106년 8월 (장화(章和) 2년 ~ 연평(延平) 원년)        |       |
| 권4      | 본기4      | 효상제 (孝殤帝)        | 상제(殤帝)     | 88년 2월 ~ 106년 8월 (장화(章和) 2년 ~ 연평(延平) 원년)        |       |
| 권5      | 본기5      | 효안제 (孝安帝)        | 안제(安帝)     | 106년 8월 ~ 125년 10월 (연평(延平) 원년 ~ 연광(延光) 4년)      | [ 1 ] |
| 권6      | 본기6      | 효순제 (孝順帝)        | 순제(順帝)     | 125년 11월 ~ 146년 윤 6월 (연광(延光) 4년 ~ 본초(本初) 원년)   |       |
| 권6      | 본기6      | 효충제 (孝沖帝)        | 충제(沖帝)     | 125년 11월 ~ 146년 윤 6월 (연광(延光) 4년 ~ 본초(本初) 원년)   |       |
| 권6      | 본기6      | 효질제 (孝質帝)        | 질제(質帝)     | 125년 11월 ~ 146년 윤 6월 (연광(延光) 4년 ~ 본초(本初) 원년)   |       |
| 권7      | 본기7      | 효환제 (孝桓帝)        | 환제(桓帝)     | 146년 윤 6월 ~ 167년 12월 (본초(本初) 원년 ~ 영강(永康) 원년)  |       |
| 권8      | 본기8      | 효령제 (孝靈帝)        | 영제(靈帝)     | 168년 1월 ~ 189년 9월 (건녕(建寧) 원년 ~ 중평(中平) 6년)       | [ 2 ] |
| 권9      | 본기9      | 효헌제 (孝獻帝)        | 헌제(獻帝)     | 189년 9월 ~ 220년 10월 (중평(中平) 6년 ~ 연강(延康) 원년)      |       |

#### 후비
| ###       | ###         | 제목               | 목록 | 비고 |
| --------- | ----------- | ------------------ | --- | ---- |
| 권10 (상) | 본기10 (상) | 황후기 (皇后紀) 상 | 광무곽황후(光武郭皇后), 광렬음황후(光烈陰皇后), 명덕마황후(明德馬皇后), 가귀인(賈貴人), 장덕두황후(章德竇皇后), 화제음황후(和帝陰皇后), 화희등황후(和熹鄧皇后) |      |
| 권10 (하) | 본기10 (하) | 황후기 (皇后紀) 하 | 안사염황후(安思閻皇后), 순열양황후(順烈梁皇后), 우미인(虞美人), 진부인(陳夫人), 효숭언황후(孝崇匽皇后), 의헌양황후(懿獻梁皇后), 환제등황후(桓帝鄧皇后), 환사등황후(桓思竇皇后), 효인동황후(孝仁董皇后), 영제송황후(靈帝宋皇后), 영사하황후(靈思何皇后), 헌제복황후(獻帝伏皇后), 헌목조황후(獻穆曹皇后), |      |
| 권10 (하) | 본기10 (하) | 공주 (公主)        | 세조 5녀(世祖五女), 현종 11녀(顯宗十一女), 숙종 3녀(肅宗三女), 화제 4녀(和帝四女), 순제 3녀(順帝三女), 환제 3녀(桓帝三女), 영제 1녀(靈帝一女) |      |

### 열전(列傳)
| ###       | ###         | 부제                                                | 목록 | 비고 |
| --------- | ----------- | --------------------------------------------------- | --- | ---- |
| 권11      | 열전1       | 유현유분자열전 (劉玄劉盆子列傳)                     | 경시제 유현(更始帝 劉玄), 유분자(劉盆子) |      |
| 권12      | 열전2       | 왕유장이팽노열전 (王劉張李彭盧列傳)                 | 왕창(王昌), 유영(劉永), 방맹(龐萌), 장보(張步), 왕굉(王閎), 이헌(李憲), 팽총(彭寵), 노방(盧芳) |      |
| 권13      | 열전3       | 외효공손술열전 (隗囂公孫述列傳)                     | 외효(隗囂), 공손술(公孫述) |      |
| 권14      | 열전4       | 종실4왕3후열전 (宗室四王三侯列傳)                   | 제무왕 연(齊武王 縯), 북해정왕 흥(北海靖王 興), 조효왕 량(趙孝王 良), 성양공왕 지(城陽恭王 祉), 사수왕 흡(泗水王 歙), 안성효후 사(安成孝侯 賜), 무성효후 순(成武孝侯 順), 순양회후 가(順陽懷侯 嘉) |      |
| 권15      | 열전5       | 이왕등내열전 (李王鄧來列傳)                         | 이통(李通), 왕상(王常), 등신(鄧晨), 내흡(來歙), 내력(來歷) |      |
| 권16      | 열전6       | 등구열전 (鄧寇列傳)                                 | 등우(鄧禹), 구순(寇恂) |      |
| 권17      | 열전7       | 풍잠가열전 (馮岑賈列傳)                             | 풍이(馮異), 잠팽(岑彭), 가복(賈復) |      |
| 권18      | 열전8       | 오갑진장열전 (吳蓋陳臧列傳)                         | 오한(吳漢), 갑연(蓋延), 진준(陳俊), 장궁(臧宮) |      |
| 권19      | 열전9       | 경감열전 (耿弇列傳)                                 | 경감(耿弇) |      |
| 권20      | 열전10      | 요기왕패제준열전 (銚期王霸祭遵列傳)                 | 요기(銚期), 왕패(王霸), 제준(祭遵) |      |
| 권21      | 열전11      | 임이만비유경열전 (任李萬邳劉耿列傳)                 | 임광(任光), 이충(李忠), 만수(萬脩), 비동(邳彤), 유식(劉植), 경순(耿純) |      |
| 권22      | 열전12      | 주경왕두마유부견마열전 (朱景王杜馬劉傅堅馬列傳)     | 주우(朱祐), 경단(景丹), 왕량(王梁), 두무(杜茂), 마성(馬成), 유륭(劉隆), 부준(傅俊), 견담(堅鐔), 마무(馬武) |      |
| 권23      | 열전13      | 두융열전 (竇融列傳)                                 | 두융(竇融), 두고(竇固), 두헌(竇憲), 두장(竇章) |      |
| 권24      | 열전14      | 마원열전 (馬援列傳)                                 | 마원(馬援) |      |
| 권25      | 열전15      | 탁노위유열전 (卓魯魏劉列傳)                         | 탁무(卓茂), 노공(魯恭), 위패(魏霸), 유관(劉寬) |      |
| 권26      | 열전16      | 복후송채풍조모위열전 (伏侯宋蔡馮趙牟韋列傳)         | 복담(伏湛), 후패(侯霸), 송홍(宋弘), 채무(蔡茂), 곽가(郭賀), 풍근(馮勤), 조희(趙憙), 모융(牟融), 위표(韋彪) |      |
| 권27      | 열전17      | 선장2왕두곽오승정조열전 (宣張二王杜郭吳承鄭趙列傳)  | 선병(宣秉), 장담(張湛), 왕단(王丹), 왕량(王良), 두림(杜林), 곽단(郭丹), 오량(吳良), 승궁(承宮), 정균(鄭均), 조전(趙典) |      |
| 권28 (상) | 열전18 (상) | 환담풍연열전 (桓譚馮衍列傳)                         | 환담(桓譚), 풍연(馮衍) 상 |      |
| 권28 (하) | 열전18 (하) | 풍연열전 (馮衍列傳)                                 | 풍연(馮衍) 하 |      |
| 권29      | 열전19      | 신도강포영질운열전 (申屠剛鮑永郅惲列傳)             | 신도강(申屠剛), 포영(鮑永), 질운(郅惲) |      |
| 권30 (상) | 열전20 (상) | 소경양후열전 (蘇竟楊厚列傳)                         | 소경(蘇竟), 양후(楊厚) |      |
| 권30 (하) | 열전20 (하) | 낭의양해열전 (郞顗襄楷列傳)                         | 낭의(郞顗), 양해(襄楷) |      |
| 권31      | 열전21      | 곽두공장염왕소양가육열전 (郭杜孔張廉王蘇羊賈陸列傳) | 곽급(郭伋), 두시(杜詩), 공분(孔奮), 장감(張堪), 염범(廉范), 왕당(王堂), 소장(蘇章), 양속(羊續), 가종(賈琮), 육강(陸康) |      |
| 권32      | 열전22      | 번굉음식열전 (樊宏陰識列傳)                         | 번굉(樊宏), 음식(陰識) |      |
| 권33      | 열전23      | 주풍우정주열전 (朱馮虞鄭周列傳)                     | 주부(朱浮), 풍방(馮魴), 우연(虞延), 정홍(鄭弘), 주장(周章) |      |
| 권34      | 열전24      | 양통열전 (梁統列傳)                                 | 양통(梁統) |      |
| 권35      | 열전25      | 장조정열전 (張曹鄭列傳)                             | 장순(張純), 장분(張奮) , 조포(曹褒), 정현(鄭玄) |      |
| 권36      | 열전26      | 정범진가장열전 (鄭范陳賈張列傳)                     | 정흥(鄭興), 정중(鄭眾), 범승(范升), 진원(陳元), 가규(賈逵), 장패(張霸), 장해(張楷), 장릉(張陵), 장현(張玄) |      |
| 권37      | 열전27      | 환영정홍열전 (桓榮丁鴻列傳)                         | 환영(桓榮) , 정홍(丁鴻) |      |
| 권38      | 열전28      | 장법등풍탁양열전 (張法滕馮度楊列傳)                 | 장종(張宗), 법웅(法雄), 등무(滕撫), 풍곤(馮緄), 도상(度尙), 양선(楊琁) |      |
| 권39      | 열전29      | 유조순우강유주조열전 (劉趙淳于江劉周趙列傳)         | 유평(劉平), 조효(趙孝), 순우공(淳于恭), 강혁(江革), 유반(劉般), 주반(周磐), 조자(趙咨) |      |
| 권40 (상) | 열전30 (상) | 반표열전 (班彪列傳) 상                              | 반표(班彪), 반고(班固) 상 |      |
| 권40 (하) | 열전30 (하) | 반표열전 (班彪列傳) 하                              | 반고(班固) 하 |      |
| 권41      | 열전31      | 제오종리송한열전 (第五鍾離宋寒列傳)                 | 제오륜(第五倫), 종리의(鍾離意), 송균(宋均), 한랑(寒朗) |      |
| 권42      | 열전32      | 광무10왕열전 (光武十王列傳)                         | 동해공왕 강(東海恭王 彊), 패헌왕 보(沛獻王 輔), 제남안왕 강(濟南安王 康), 부릉질왕 연(阜陵質王 延), 중산간왕 언(中山簡王 焉), 초왕 영(楚王 英), 동평헌왕 창(東平憲王 蒼), 광릉사왕 형(廣陵思王 荊), 임회회공 형(臨淮懷公 衡), 낭야효왕 경(琅邪孝王 京) |      |
| 권43      | 열전33      | 주악하열전 (朱樂何列傳)                             | 주휘(朱暉), 주목(朱穆) 악회(樂恢), 하창(何敞) |      |
| 권44      | 열전34      | 등장서장호열전 (鄧張徐張胡列傳)                     | 등표(鄧彪), 장우(張禹), 서방(徐防), 장민(張敏), 호광(胡廣) |      |
| 권45      | 열전35      | 원장한주열전 (袁張韓周列傳)                         | 원안(袁安), 원경(袁京), 원창(袁敞), 장포(張酺), 한릉(韓棱), 주영(周榮) |      |
| 권46      | 열전36      | 곽진열전 (郭陳列傳)                                 | 곽궁(郭躬), 진총(陳寵) |      |
| 권47      | 열전37      | 반양열전 (班梁列傳)                                 | 반초(班超), 양근(梁慬) |      |
| 권48      | 열전38      | 양이적응곽원서열전 (楊李翟應霍爰徐列傳)             | 양종(楊終), 이법(李法), 적포(翟酺), 응봉(應奉), 응초(應劭), 곽서(霍諝), 원연(爰延), 서구(徐璆) |      |
| 권49      | 열전39      | 왕충왕부중장통열전 (王充王符仲長統列傳)             | 왕충(王充), 왕부(王符), 중장통(仲長統) |      |
| 권50      | 열전40      | 효명8왕열전 (孝明八王列傳)                          | 천승애왕 건(千乘哀王 建), 진경왕 선(陳敬王 羨), 팽성정왕 공(彭城靖王 恭), 낙성정왕 당(樂成靖王 黨), 하비혜왕 연(下邳惠王 衍), 양절왕 창(梁節王 暢), 회양경왕 병(淮陽頃王 昞), 제음도왕 장(濟陰悼王 長) |      |
| 권51      | 열전41      | 이진방진교열전 (李陳龐陳橋列傳)                     | 이순(李恂), 진선(陳禪), 방참(龐参), 진귀(陳龜), 교현(橋玄) |      |
| 권52      | 열전42      | 최인열전 (崔駰列傳)                                 | 최인(崔駰), 최원(崔瑗), 최식(崔寔), 최열(崔烈) |      |
| 권53      | 열전43      | 주황서강신도열전 (周黃徐姜申屠列傳)                 | 주섭(周燮), 황헌(黃憲), 서치(徐穉), 강굉(姜肱), 신도반(申屠蟠) |      |
| 권54      | 열전44      | 양진열전 (楊震列傳)                                 | 양진(楊震) |      |
| 권55      | 열전45      | 장제8왕열전 (章帝八王列傳)                          | 천승정왕 항(千乘貞王 伉), 평춘도왕 전(平春悼王 全), 청하효왕 경(淸河孝王 慶), 제북혜왕 수(濟北惠王 壽), 하간효왕 개(河間孝王 開), 성양회왕 숙(城陽懷王 淑), 광종상왕 만세(廣宗殤王 萬歲), 평원회왕 승(平原懷王 勝) |      |
| 권56      | 열전46      | 장왕충진열전 (張王种陳列傳)                         | 장호(張晧), 왕공(王龔), 종고(種暠), 진구(陳球) |      |
| 권57      | 열전47      | 두난유이유사열전 (杜欒劉李劉謝列傳)                 | 두근(杜根), 난파(欒巴), 유도(劉陶), 이운(李雲), 유유(劉瑜), 사필(謝弼) |      |
| 권58      | 열전48      | 우부갑장열전 (虞傅蓋臧列傳)                         | 우후(虞詡), 부섭(傅燮), 갑훈(蓋勳), 장홍(臧洪) |      |
| 권59      | 열전49      | 장형열전 (張衡列傳)                                 | 장형(張衡) |      |
| 권60 (상) | 열전50 (상) | 마융열전 (馬融列傳)                                 | 마융(馬融) |      |
| 권60 (하) | 열전50 (하) | 채옹열전 (蔡邕列傳)                                 | 채옹(蔡邕) |      |
| 권61      | 열전51      | 좌주황열전 (左周黃列傳)                             | 좌웅(左雄), 주거(周擧), 주협(周勰), 황경(黃瓊), 황완(黃琬) |      |
| 권62      | 열전52      | 순한종진열전 (荀韓鍾陳列傳)                         | 순숙(荀淑), 순상(荀爽), 순열(荀悅), 한소(韓韶), 종호(鍾皓), 진식(陳寔), 진기(陳紀) |      |
| 권63      | 열전53      | 이두열전 (李杜列傳)                                 | 이고(李固), 두교(杜喬) |      |
| 권64      | 열전54      | 오연사노조열전 (吳延史盧趙列傳)                     | 오우(吳祐), 연독(延篤), 사필(史弼), 노식(盧植), 조기(趙岐) |      |
| 권65      | 열전55      | 황보장단열전 (皇甫張段列傳)                         | 황보규(皇甫規), 장환(張奐), 단경(段熲) |      |
| 권66      | 열전56      | 진왕열전 (陳王列傳)                                 | 진번(陳蕃), 왕윤(王允) |      |
| 권67      | 열전57      | 당고열전 (黨錮列傳)                                 | 유숙(劉淑), 이응(李膺), 두밀(杜密), 유우(劉佑), 위랑(魏朗), 하복(夏馥), 종자(宗慈), 파숙(巴肅), 범방(范滂), 윤훈(尹勳), 채연(蔡衍), 양척(羊陟), 장검(張儉), 잠질(岑晊), 진상(陳翔), 원강(苑康), 단부(檀敷), 유유(劉儒), 가표(賈彪), 하옹(何顒) |      |
| 권68      | 열전58      | 곽부허열전 (郭符許列傳)                             | 곽태(郭泰), 부융(符融), 허소(許劭) |      |
| 권69      | 열전59      | 두하열전 (竇何列傳)                                 | 두무(竇武), 하진(何進) |      |
| 권70      | 열전60      | 정공순열전 (鄭孔荀列傳)                             | 정태(鄭泰), 공융(孔融), 순욱(荀彧) |      |
| 권71      | 열전61      | 황보숭주준열전 (皇甫嵩朱儁列傳)                     | 황보숭(皇甫嵩), 주준(朱儁) |      |
| 권72      | 열전62      | 동탁열전 (董卓列傳)                                 | 동탁(董卓) |      |
| 권73      | 열전63      | 유우공손찬도겸열전 (劉虞公孫瓚陶謙列傳)             | 유우(劉虞), 공손찬(公孫瓚), 도겸(陶謙) |      |
| 권74 (상) | 열전64 (상) | 원소유표열전 (袁紹劉表列傳) 상                      | 원소(袁紹) |      |
| 권74 (하) | 열전64 (하) | 원소유표열전 (袁紹劉表列傳) 하                      | 원담(袁譚), 유표(劉表) |      |
| 권75      | 열전65      | 유언원술여포열전 (劉焉袁術呂布列傳)                 | 유언(劉焉), 원술(袁術), 여포(呂布) |      |
| 권76      | 열전66      | 순리열전 (循吏列傳)                                 | 위삽(衛颯), 임연(任延), 왕경(王景), 진팽(秦彭), 왕환(王渙), 허형(許荊), 맹상(孟嘗), 제오방(第五訪), 유거(劉矩), 유총(劉寵), 구람(仇覽), 동회(童恢), 동익(童翊) |      |
| 권77      | 열전67      | 혹리열전 (酷吏列傳)                                 | 동선(董宣), 번엽(樊曄), 이장(李章), 주우(周紆), 황창(黃昌), 양구(陽球), 왕길(王吉) |      |
| 권78      | 열전68      | 환자열전 (宦者列傳)                                 | 정중(鄭眾), 채륜(蔡倫), 손정(孫程), 조등(曹騰), 선초(單超), 서황(徐璜), 구원(具瑗), 좌관(左悺), 당형(唐衡), 후람(侯覽), 조절(曹節), 여강(呂強), 장양(張讓), 조충(趙忠) |      |
| 권79 (상) | 열전69 (상) | 유림열전 (儒林列傳) 상                              | 유곤(劉昆), 유일(劉軼), 규단(洼丹), 해양홍(觟陽鴻) 임안(任安), 양정(楊政), 장흥(張興), 대빙(戴憑), 위만(魏滿), 손기(孫期), 구양흡(歐陽歙), 조증(曹曾), 모장(牟長), 송등(宋登), 장순(張馴), 윤민(尹敏), 주방(周防), 공희(孔僖), 양륜(楊倫) |      |
| 권79 (하) | 열전69 (하) | 유림열전 (儒林列傳) 하                              | 고후(高詡), 포함(包咸), 위응(魏應), 복공(伏恭), 임말(任末), 경란(景鸞), 설한(薛漢), 두무(杜撫), 소순(召馴), 양인(楊仁), 조엽(趙曄), 위굉(衛宏), 동균(董鈞), 정공(丁恭), 주택(周澤), 손감(孫堪), 종흥(鍾興), 견우(甄宇), 누망(樓望), 정증(程曾), 장현(張玄), 이육(李育), 하휴(何休), 복건(服虔), 영용(穎容), 사해(謝該), 허신(許愼), 채현(蔡玄)                             |      |
| 권80 (상) | 열전70 (상) | 문원열전 (文苑列傳) 상                              | 두독(杜篤), 왕륭(王隆), 하공(夏恭), 부의(傅毅), 황향(黃香), 유의(劉毅), 이우(李尤), 소순(蘇順), 유진(劉珍), 갈공(葛龔), 왕일(王逸), 최기(崔琦), 변소(邊韶) |      |
| 권80 (하) | 열전70 (하) | 문원열전 (文苑列傳) 하                              | 장승(張升), 조일(趙壹), 유량(劉梁), 유정(劉楨), 변양(邊讓), 역염(酈炎), 후근(侯瑾), 고표(高彪), 장초(張超), 이형(檷衡) |      |
| 권81      | 열전71      | 독행열전 (獨行列傳)                                 | 초현(譙玄), 이업(李業), 유무(劉茂), 온서(溫序), 팽수(彭修), 삭로방(索盧放), 주가(周嘉), 범식(范式), 이선(李善), 왕돈(王忳), 장무(張武), 육속(陸續), 대봉(戴封), 이충(李充), 무융(繆肜), 진중(陳重), 뇌의(雷義), 범염(范冉), 대취(戴就), 조포(趙苞), 상허(向栩), 양보(諒輔), 유익(劉翊), 왕열(王烈)                                                                         |      |
| 권82 (상) | 열전72 (상) | 방술열전 (方術列傳) 상                              | 임문공(任文公), 곽헌(郭憲), 허양(許楊), 고획(高獲), 왕교(王喬), 사이오(謝夷吾), 양유(楊由), 이남(李南), 이합(李郃), 풍주(馮冑) 단예(段翳), 요부(廖扶), 절상(折像), 번영(樊英) |      |
| 권82 (하) | 열전72 (하) | 방술열전 (方術列傳) 하                              | 당단(唐檀), 공사목(公沙穆), 허만(許曼), 조언(趙彦), 번지장(樊志張), 선양(單颺), 한열(韓說), 동부(董扶), 곽옥(郭玉), 화타(華佗), 서등(徐登), 비장방(費長房), 소자훈(薊子訓), 유근(劉根), 좌자(左慈), 허자훈(計子勳), 해노고(解奴辜), 장초(張貂), 왕진(王眞), 학맹절(郝孟節), 유화평(劉和平)                                                                                 |      |
| 권83      | 열전73      | 일민열전 (逸民列傳)                                 | 향장(向長), 봉맹(逢萌), 주당(周黨), 왕패(王霸), 엄광(嚴光), 정단(井丹), 양홍(梁鴻), 고봉(高鳳), 대동(臺佟), 한강(韓康), 교신(矯慎), 대량(戴良), 법진(法真), 한음노부(漢陰老父), 진류노부(陳留老父), 방공(龐公) |      |
| 권84      | 열전74      | 열녀전 (列女傳)                                     | 환소군(桓少君), 왕패(王霸)의 처, 강시(姜詩)의 처 농씨(龐氏), 조아(趙阿), 반소(班昭), 악양자(樂羊子)의 처, 이목강(李穆姜), 조아(曹娥), 여영(呂榮), 마륜(馬倫), 조아(趙娥), 유장경(劉長卿)의 처 환씨(桓氏), 황보규의 아내, 순채(荀采), 조원강(趙媛姜), 숙선웅(叔先雄), 채염(蔡琰)                                                                                            |      |
| 권85      | 열전75      | 동이열전 (東夷列傳)                                 | 부여국(夫餘國), 읍루(挹婁), 고구려(高句麗), 동옥저(東沃沮), 삼한(三韓), 왜(倭) |      |
| 권86      | 열전76      | 남만서남이열전 (南蠻西南夷列傳)                     | 남만(南蠻), 전왕(滇王), 애뢰이(哀牢夷), 공도이(邛都夷), 작도이(莋都夷), 염방위(冉駹夷), 백마저(白馬氐) |      |
| 권87      | 열전77      | 서강전 (西羌傳)                                     | 서강(西羌) |      |
| 권88      | 열전78      | 서역전 (西域傳)                                     | 구미국(拘彌國), 우전국(于窴國), 서야국(西夜國), 자합국(子合國), 덕약국(德若國), 오익산리국(烏弋山离國), 조지국(條支國), 안식국(安息國), 대진국(大秦國), 대월지국(大月氏國), 고부국(高附國), 천축국(天築國), 동리국(東离國), 율과국(栗戈國), 엄국(嚴國), 엄채국(奄蔡國), 사거국(莎車國), 소륵국(疏勒國), 언기국(焉耆國), 포류국(蒲類國), 이지국(移支國), 동저미국(東且彌國) |      |
| 권89      | 열전79      | 남흉노열전 (南匈奴列傳)                             | 남흉노(南匈奴) |      |
| 권90      | 열전80      | 오환선비열전 (烏桓鮮卑列傳)                         | 오환(烏桓), 선비(鮮卑) |      |

### 속한지(續漢志)
- 주보속한서팔지서(注補續漢書八志序)

| ###  | 부제          | 목록 | 비고 |
| ---- | ------------- | ---- | ---- |
| 제1  | 율력(律曆) 상 |      |      |
| 제2  | 율력(律曆) 중 |      |      |
| 제3  | 율력(律曆) 하 |      |      |
| 제4  | 예의(禮儀) 상 |      |      |
| 제5  | 예의(禮儀) 중 |      |      |
| 제6  | 예의(禮儀) 하 |      |      |
| 제7  | 제사(祭祀) 상 |      |      |
| 제8  | 제사(祭祀) 중 |      |      |
| 제9  | 제사(祭祀) 하 |      |      |
| 제10 | 천문(天文) 상 |      |      |
| 제11 | 천문(天文) 중 |      |      |
| 제12 | 천문(天文) 하 |      |      |
| 제13 | 오행(五行) 1  |      |      |
| 제14 | 오행(五行) 2  |      |      |
| 제15 | 오행(五行) 3  |      |      |
| 제16 | 오행(五行) 4  |      |      |
| 제17 | 오행(五行) 5  |      |      |
| 제18 | 오행(五行) 6  |      |      |
| 제19 | 군국(郡國) 1  |      |      |
| 제20 | 군국(郡國) 2  |      |      |
| 제21 | 군국(郡國) 3  |      |      |
| 제22 | 군국(郡國) 4  |      |      |
| 제23 | 군국(郡國) 5  |      |      |
| 제24 | 백관(百官) 1  |      |      |
| 제25 | 백관(百官) 2  |      |      |
| 제26 | 백관(百官) 3  |      |      |
| 제27 | 백관(百官) 4  |      |      |
| 제28 | 백관(百官) 5  |      |      |
| 제29 | 여복(輿服) 상 |      |      |
| 제30 | 여복(輿服) 하 |      |      |

### 부록(附錄)
- 팔가후한서(八家後漢書)
- 중서문하국자감첩문(中書門下國子監牒文)
- 경우간본교어(景祐刊本校語)

## 한국어 번역
글밥 아카데미에서 출판 번역 과정을 수료한 ‘바른 번역' 소속 번역가 이미영 씨가 2013년 4월에 후한서 10권을 팩컴북스 서전에 보태었다.
대동상업고등학교(현 대동세무고등학교) 교장을 지낸 진기환 씨가 번역한 후한서 10권이 2018년 3월부터 2019년 4월까지 간행되었다.
숙명여자대학교 사학과 대학원 박사 홍승현 씨가 2022년 2월 후한서를 우리말로 옮겨 혜안에 출판하였다.